# Borniola decapitata
Borniola decapitata är en musselart som först beskrevs av Powell 1939.  Borniola decapitata ingår i släktet Borniola och familjen Lasaeidae. Inga underarter finns listade i Catalogue of Life.